# Malcolm Macdonald
Pour les articles homonymes, voir MacDonald.
Malcolm Macdonald, né le 7 janvier 1950 à Fulham, Londres (Angleterre), est un footballeur anglais, qui évoluait au poste d'attaquant à Newcastle United et en équipe d'Angleterre.
Macdonald a marqué six buts lors de ses quatorze sélections avec l'équipe d'Angleterre entre 1972 et 1976.

## Carrière
- 1968-1969 : Fulham
- 1969-1971 : Luton Town
- 1971-1976 : Newcastle United
- 1976-1979 : Arsenal
- 1979 : Djurgårdens IF

## Palmarès

### En équipe nationale
- 14 sélections et 6 buts avec l'équipe d'Angleterre entre 1972 et 1976.

Newcastle United FC
- Meilleur buteur du Championnat d'Angleterre de football (1) :
  - 1975: 21 buts.
- Finaliste de la FA Cup (1) :
  - 1974.
- Finaliste de la Coupe de la Ligue anglaise de football en 1976.
- Vainqueur de la Texaco Cup en 1974 et 1975.

Arsenal FC
- Meilleur buteur du Championnat d'Angleterre de football (1) :
  - 1977: 25 buts.
- Vainqueur de la FA Cup (1) :
  - 1979.
- Finaliste de la FA Cup (1) :
  - 1978.